# Filariidae
Die Filariidae sind eine Familie der Rollschwänze mit etwa 80 Arten. Sie sind Parasiten der Unterhaut bei Säugetieren.

## Merkmale
Die Vulva liegt sehr weit vorn, immer vor dem Nervenring. Die beiden Spicula der Männchen unterscheiden sich in Größe und Form deutlich. Der Ösophagus kann kurz und ungeteilt oder lang und geteilt sein. Die Larve im Ei ist differenziert oder mikrofilarioid, sie werden in eine blutende Läsion abgegeben oder sammeln sich im Unterhautgewebe des Wirts neben dem Weibchen an. Die Filariidae haben einen Vektor, der durch Hautwunden oder Augensekret angezogen wird.

## Systematik
Hodda (2012) gliedert die Familie in zwei Unterfamilien und 14 Gattungen:
- Filariinae Weinland, 1858
  - Bhalfilaria Bhalerao & Krishna-Rao, 1944
  - Cascofilaria Poinar, 2011 †
  - Dirofilarionema Sonin, 1963
  - Filaria Mueller, 1787
  - Indofilaria Alwar, Seneviratna & Gopal, 1959
  - Paracanthocheilonema Vladimirov in Bulginskaya, Vladimirov & Markov, 1959
  - Parafilaria Yorke & Maplestone, 1926
  - Parasaurositus Gupta & Johri, 1989
  - Pseudodiomedenema Gupta & Johri, 1989
  - Pseudofilaria Sandground, 1936
  - Struthiofilaria Noda & Nagata, 1976
  - Suifilaria Ortlepp, 1937
  - Tricheilonema Diesing, 1861
- Stephanofilariinae Wehr, 1935
  - Stephanofilaria Ihle & Ihle-Landenberg, 1933